# Calaínos
Calaínos es un caballero andante ficticio que aparece en el Romance del moro Calaínos, recogido en la edición de Amberes del Cancionero general.

## Romance
En el romance se supone al moro Calaínos señor de los montes Claros y de Constantina la Llana, amante de la infanta Sevilla hija de Almanzor, rey de Sansueña o Zaragoza, a quien sirvió cinco años. Ella para corresponder a sus amores le exigió que le trajese tres cabezas de los doce Pares de Francia. Se puso a ello el enamorado joven, que desafió a Oliveros, Roldán y Reinaldos de Montalbán pero al final fue Roldán el que le cortó á él la cabeza.

## Coplas de Calaínos
El Diccionario de la Real Academia Española recoge la expresión "coplas de Calaínos" con el significado de "noticias remotas e inoportunas" Además la frase "dársele a uno de una cosa lo mismo que de las coplas de Calaínos" se usa para indicar que alguien no tiene en ninguna estima o no le da importancia a algo.